# Хънтингдън (окръг, Пенсилвания)
Окръг Хънтингдън (на английски: Huntingdon County) е окръг в щата Пенсилвания, Съединени американски щати. Площта му е 2302 km², а населението - 45 491 души (2017). Административен център е град Хънтингдън.